# Scum (jeu vidéo)
 (octobre 2018).
Le contenu est difficilement compréhensible vu les erreurs de traduction, qui sont peut-être dues à l'utilisation d'un logiciel de traduction automatique.
Pour les articles homonymes, voir Scum.
Scum (stylisé SCUM) est un futur jeu multijoueur en ligne  de survie, développé par le studio croate Gamepires, produit par Croteam et publié par Devolver Digital. Le jeu est décrit comme un « jeu de survie et d'émeute en prison », et comportera un monde ouvert,. Il est sorti en accès anticipé sur Steam le 29 août 2018, avec une sortie complète initialement prévue en 2020,. Le jeu utilise l'Unreal Engine 4.

## Système de jeu
Le jeu se déroule sur une île inspirée de la Méditerranée où 64 joueurs par serveur tenteront de survivre et de quitter l'île en retirant d'abord l'implant qui vous empêche de partir. Le joueur gagnera des points de renommée en participant à divers événements motivés par l'action ou tout simplement en survivant dans un environnement hostile. Ces points de renommée permettent au joueur d'être cloné en cas de décès et sont utilisés comme devises pour acheter ou échanger dans diverses zones de sécurité. Le joueur sera en mesure de fortifier les structures et les points existant afin de sécuriser les positions ou de stocker les éléments nécessaires au joueur.
Le personnage que vous incarnez possédera quatre attributs principaux: force, dextérité, constitution et intelligence. Ceux-ci vous permettront de former le style de jeu de votre choix – de la course à pied longue distance aux grosses brutes encombrantes. Il promet de simuler le corps humain et utilise à ce titre une interface spéciale connectée au "moniteur BCU" du joueur, qui enregistre les calories, les vitamines, la santé et d'autres statistiques de votre personnage... Le joueur peut choisir d'ignorer ces éléments du jeu, mais les joueurs férus peuvent approfondir ces systèmes afin d'améliorer les performances du personnage (vitesse, endurance, poids à porter, etc.). Un autre aspect est la digestion; par exemple, si toutes vos dents sont cassées, vous devrez trouver un moyen de liquéfier votre nourriture pour la digérer. Déféquer et uriner laisseront des preuves matérielles de vos activités sur l'île, qui pourraient être utilisées pour suivre un autre joueur. Les choses comme le combat dépendent du niveau de compétence de votre joueur, mais également de l'endurance, de la santé, etc. L'humidité, les odeurs, les médicaments, la cuisine, le piratage, la fabrication artisanale, la chasse et le poison joueront également un rôle majeur dans le jeu.
Le jeu offrira à la fois des perspectives à la troisième et à la première personne, à partir desquelles le joueur peut alterner, mais empêchera la troisième personne de donner un avantage en effaçant ce qu'un joueur à la première personne ne pourrait voir.

## Développement
Scum a été annoncé pour la première fois en août 2016. Le jeu a été lancé pour l'accès anticipé le 29 août 2018 et est toujours en accès anticipé.

## Réception
Le jeu a été nommé comme l'un des meilleurs jeux indépendants de la PAX East 2018 par Game Informer. Il reçut la même attention de Gamespot, le classant parmi les jeux les plus remarquables de la PAX East 2018. Le jeu a été vendu à plus de 250 000 exemplaires au cours des premières 24 heures d’accès anticipé, 700 000 en première semaine, et plus d'un million de ventes pour la troisième semaine.